# Кандіду Портінарі

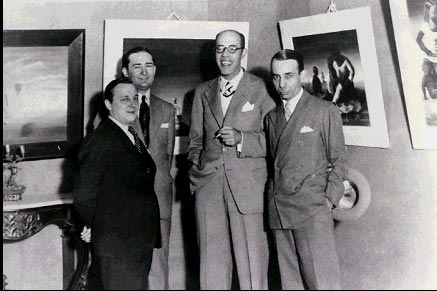
Кандіду Портінарі, Антоніу Бенту, Маріу ді Андраді і Родрігу Мелу Франку

Кандіду Портінарі (Portinari) (29 грудня 1903, Бродовські, Сан-Паулу — 7 лютого 1962, Ріо-де-Жанейро) — бразильський живописець і графік. В 1918—1928 навчався в Національній художній школі в Ріо-де-Жанейро. В 1928—193О жив у Європі. Працював у галузі станкового і монументального живопису. Портінарі був професором університету в Ріо-де-Жанейро у 1936—1939.

## Твори

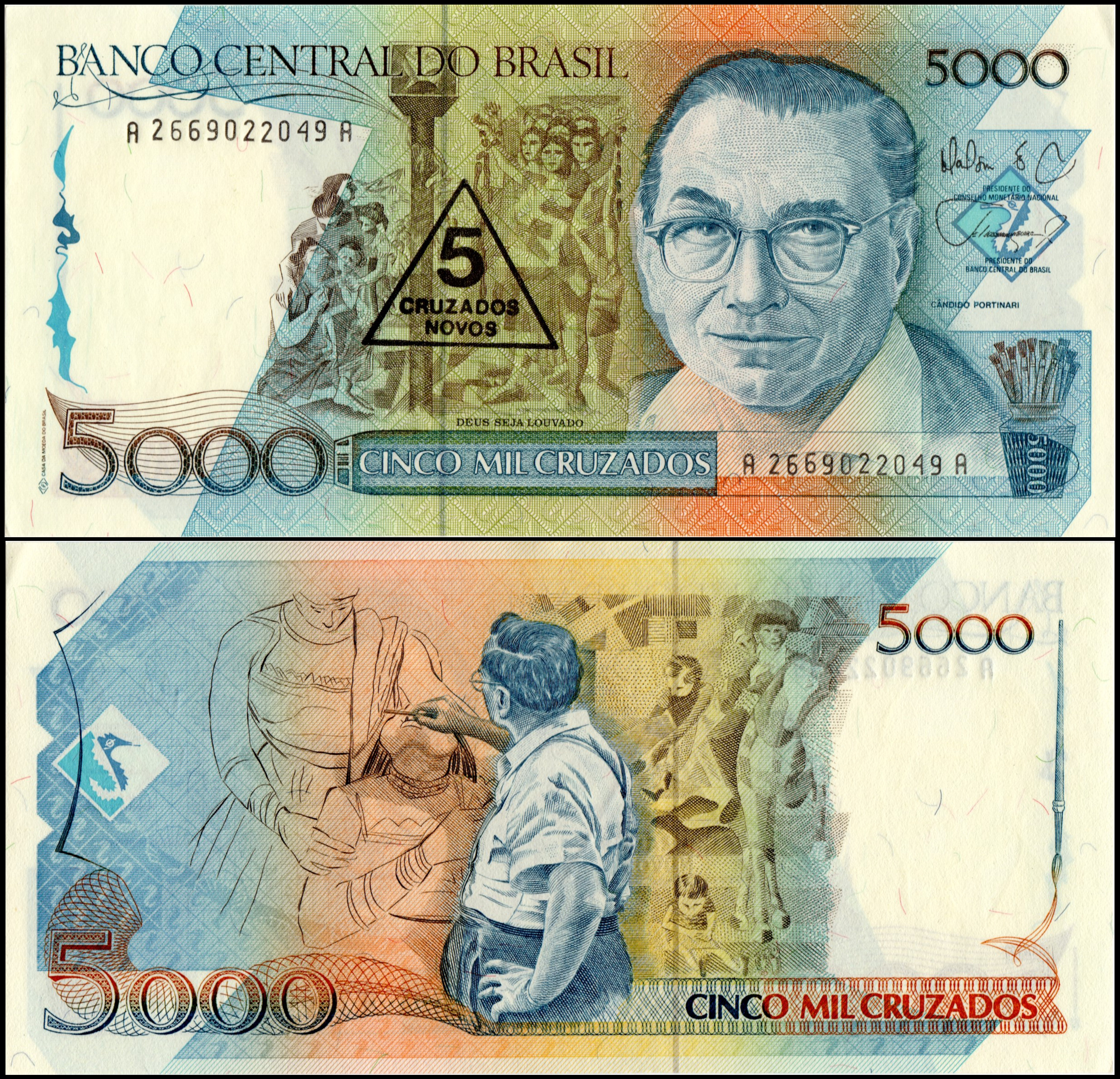
Кандіду Портінарі на 5000 крузадо

Картина «Кава» (1935), портрет Р. Роллана (1936), серія картин «Біженці» (1945), монументальні розписи Міністрества освіти в Ріо-де-Жанейро (1936—1945) і Бібліотеці Конгресу у Вашингтоні (1941), панно «Війна» і «Мир» в будинку ООН в Нью-Йорку (1955) та інші.

## Пам'ять
- У Бродовскі відкрито будинок-музей Кандіду Портінарі.
- Іменем художника названо автомобільну дорогу (порт. Rodovia Candido Portinari), що з'єднує міста Рібейран-Прету і Франка. Дорога проходить через Бродовскі та Бататайс.
- Іменем Портінарі названо вулиці в багатьох містах Бразилії. У Сан-Паулу є Авеніда Кандіду Портінарі.
- Зображений на 5000 бразильских крузадо.